# Klaus Allofs
Klaus Allofs (Düsseldorf, 5 de diciembre de 1956) es un exfutbolista alemán. Su primer equipo fue TuS Gerresheim.

## Selección nacional
Fue internacional con la selección de fútbol de Alemania, 56 veces y anotó 17 goles. Jugó la Euro 1980 donde fue campeón, anotando un triplete ante Holanda en el triunfo teutón 3-2 en primera fase y participó en la Copa Mundial de Fútbol de 1986 en México, anotando dos goles, uno frente a Uruguay y ante Escocia en la fase de grupos. Allofs fue un fuerte y hábil delantero, con gran olfato de gol.

## Clubes
| Club                  | País             | Año         | Partidos | Goles |
| --------------------- | ---------------- | ----------- | -------- | ----- |
| Fortuna Düsseldorf    | Alemania Federal | 1975 - 1981 | 169      | 71    |
| 1. FC Colonia         | Alemania Federal | 1981 - 1987 | 177      | 88    |
| Olympique de Marsella | Francia          | 1987 - 1989 | 53       | 20    |
| Girondins de Burdeos  | Francia          | 1989 - 1990 | 37       | 14    |
| Werder Bremen         | Alemania         | 1990 - 1993 | 78       | 18    |

## Palmarés

### Campeonatos nacionales
| Título           | Club               | País     | Año  |
| ---------------- | ------------------ | -------- | ---- |
| Copa de Alemania | Fortuna Düsseldorf | Alemania | 1979 |
| Copa de Alemania | Werder Bremen      | Alemania | 1991 |

### Torneos internacionales
| Título           | Equipo (*)       | País     | Año  |
| ---------------- | ---------------- | -------- | ---- |
| Eurocopa         | Alemania Federal | Alemania | 1980 |
| Recopa de Europa | Werder Bremen    | Alemania | 1992 |

- Datos: Q166336
- Multimedia: Klaus Allofs / Q166336